# Superior Airmanship Award
Der Superior Airmanship Award ist eine Auszeichnung, die von der Air Line Pilots Association, International (kurz ALPA) für besondere fliegerische Leistungen vergeben wird. Die Preisübergabe findet im Rahmen der jährlichen Flugsicherheitspreis-Gala der ALPA statt. Anlässlich dessen werden auch Filme vorgeführt, die mit Mitteln des filmischen Nachvollzugs wie etwa Aufnahmen aus Flugsimulatoren die zu ehrende Leistung nachstellen.

## Preisträger
- US Airways Flugkapitän Henry Jones und sein Copilot Jim Dannahower für ihre schnelle Reaktion und professionelle Durchführung des Startmanövers bei einer Beinahekollision auf dem Logan Airport 2005.

- Air Transat Flugkapitän Robert Piché und sein Copilot Dirk Dejager für den längsten Gleitflug eines Düsenflugzeuges, mittels dessen sie im Jahr 2001, nachdem Air-Transat-Flug 236 das Kerosin ausgegangen war, alle Passagiere und die Besatzung retteten.